# オルガン協奏曲 (プーランク)
オルガン、弦楽とティンパニのための協奏曲 ト短調 FP.93 （Concerto pour orgue, orchestre à cordes et timbales en sol mineur）は、フランシス・プーランクが作曲したオルガン協奏曲で、単に「オルガン協奏曲」と記されることもある。

## 作品について
この作品は1934年に作曲が開始され、曲の注文者だったエドモン・ド・ポリニャック公妃の姪ジャンヌにあてた1936年5月1日付の手紙には、「協奏曲は終わりに近づいている」と述べていることがわかる。ここにはオルガンとティンパニとは明記されていないが、この時期に書かれた協奏曲としては他に該当作品がないため、この曲であるのは明らかといえる。
1938年12月16日に『レクイエム』の作曲家として知られる名オルガニストのモーリス・デュリュフレの独奏とナディア・ブーランジェの指揮によりポリニャック公妃のサロンで私的初演が行われた後、公的初演が翌1939年6月21日にデュリュフレの独奏とロジェ・デゾルミエール指揮 パリ・フィルハーモニック協会室内管弦楽団によって行われた。
1936年に書かれながら、なぜ3年も初演が遅れたのかというと、前年の人民戦線運動や1936年のスペイン内戦の勃発などでフランスでも保守階層と労働者階層に分かれて激しく対立していたが、プーランクはある友人たちと一緒に革命劇『7月14日』の上演に、何がしかの手伝いをしたと考えられ、それがポリニャック公妃の怒りを買ってしまい、協奏曲の演奏者が得られず、3年余りを経過したのだろうといわれている。

## 作品の特徴
この曲でオーケストラに一切管楽器を使っていないのは、管楽器の得意とする音色の多様性は全てオルガンの音栓の使用で解決するためと、ティンパニと弦楽器は音のマッスとして使用して効果を挙げるのを企図したからである。全曲は切れ目なしの単一楽章で演奏されるが、実際は3楽章に分けても考えられる。古典的協奏曲とは違い、各楽章の構成はかなり自由で、いくつかの動機や主題が巧みに使われ、全曲の統一も図られている。

## 楽器編成
独奏オルガン、ティンパニ、弦楽五部

## 作品の構成
単一楽章だが、3つの楽章に分けることが可能である。
- 3楽章の場合
  - 第1楽章 （序奏）アンダンテ－（主部）アレグロ・ジョコーソ（ソナタ形式）
  - 第2楽章 アンダンテ・モデラート（自由な3部形式）
  - 第3楽章 アレグロ・モルト・アジタート－レント－アレグロ－ラルゴ

- 単一楽章の場合
  - アンダンテ－
  - アレグロ・ジョコーソ－
  - スビート・アンダンテ・モデラート－
  - テンポ・アレグロ、モルト・アジタート－
  - レント－
  - テンポ－デ・アレグロ－
  - テンポ・イントロダクション.ラルゴ

全体の演奏時間は約22分ほどである。